# Adolfo González Saldaña
Adolfo González Saldaña (El Salto, Jalisco, 27 de agosto de 1928 - ibídem, 23 de agosto de 1975) fue un futbolista mexicano que jugaba en la posición de portero, fue hermano del también jugador Pablo "Pablotas" González. Jugó para el Club Deportivo Corona, Club Deportivo Río Grande, Club Deportivo Guadalajara y participó con la Selección jalisciense en dos campeonatos nacioneles realizados en Tampico y Monterrey.
Fue portero del Guadalajara en la Liga Mayor, debutó en la quinta fecha del campeonato 1947-48, y es más que nada recordado por haber dejado pasar un gol de su hermano Pablo que en ese entonces jugaba en el Club Deportivo Oro, por este acto ya no volvió a ser convocado para jugar profesionalmente en la Liga Mayor. 
El domingo 12 de octubre de 1947 se enfrentaron en el parque Oro el Guadalajara y el Deportivo Oro que contaba con su gran artillero Pablo González, durante todo el encuentro el famoso "Pablotas" no había tocado un solo balón, se decía que no lo hizo para no marcarle gol a su hermano que era debutante en esa temporada. Faltando 2 minutos para finalizar el encuentro el Guadalajara ganaba 4-3, fue entonces que el Chepe Naranjo mandó una pelota filtrada por el centro del terreno hacia el Pablotas, balón que parecía accesible y por lógica el delantero tenía que rematar, sin embargo el delantero lo dejó pasar para no meterle la pierna y su hermano Adolfo hizo lo mismo haciéndose a un lado, por lo que el balón se incrustó en las redes sin que ninguno de los dos hermanos lo tocará y marcando el 4-4 final, acto que enfureció tanto a aficionados como directivos del Guadalajara por lo que Adolfo no volvió a jugar profesionalmente.
Murió el 23 de agosto de 1975 a la edad de 47 años y su cuerpo fue sepultado en El Salto, Jalisco.
- Datos: Q5658029